# Canapost
Canapost es una localidad española del municipio de Forallac, perteneciente a la provincia de Gerona, en la comunidad autónoma de Cataluña.

## Historia
Hacia mediados del siglo XIX, el lugar, por entonces perteneciente al municipio de Peratallada, era mencionado como un vecindario. Aparece descrito en el quinto volumen del Diccionario geográfico-estadístico-histórico de España y sus posesiones de Ultramar de Pascual Madoz de la siguiente manera:

CANAPOST: vecindario en la prov. y dióc. de Gerona, part. jud. de La Bisbal, aud. terr., c. g. de Barcelona, ayunt. de Peratallada. Su sit. confines, calidad del terreno, prod. y demas (V. Peratallada).
(Madoz, 1846, p. 393)

En la actualidad pertenece al municipio de Forallac. En 2022, la entidad singular de población tenía empadronados 68 habitantes y el núcleo de población 40 habitantes.